# Aldo Mainardi
Aldo Mainardi (Padova, 30 settembre 1919 – ...) è stato un calciatore italiano, di ruolo centrocampista.

## Carriera
Cresciuto nel Padova, debutta in Serie C nel 1938-1939 con il Lecce, giocando per cinque stagioni con i salentini.
Nel dopoguerra milita nel Brindisi per quattro anni, di cui due in Serie B, per un totale di 50 presenze tra i cadetti.

## Palmarès

### Club

#### Competizioni nazionali
- Serie C: 1

Lecce: 1942-1943